# Dalquharran Castle

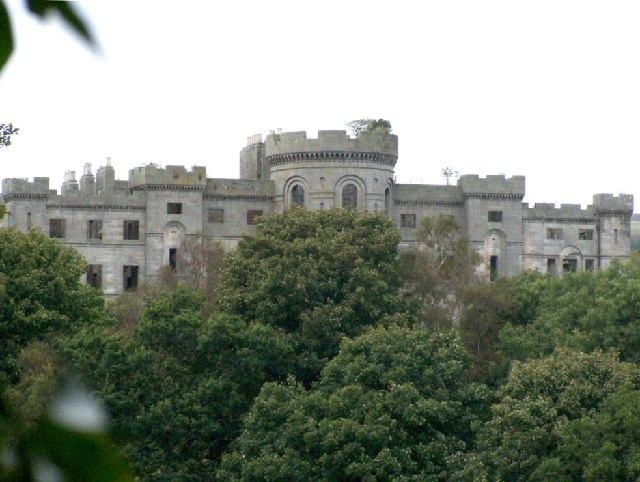
Dalquharran Castle

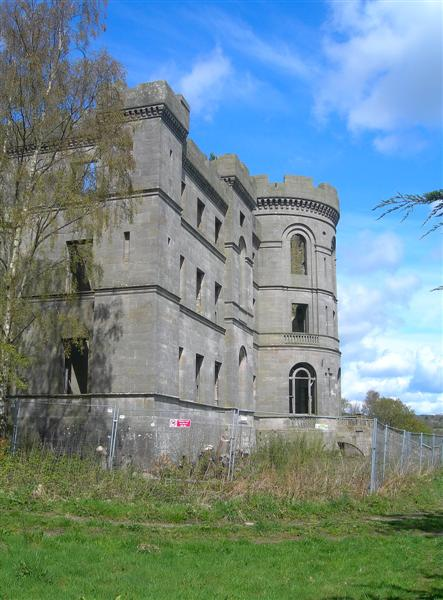
Die abgesperrte Ruine von Dalquarran Castle

Dalquharran Castle, auch Dalquarran Castle oder Dalquharran House, ist die Ruine eines Herrenhauses nahe der schottischen Ortschaft Dailly in der Council Area South Ayrshire. Es liegt rund 300 m nordwestlich von Old Dalquharran Castle nahe dem Nordufer des Water of Girvan. Die Ortschaft Dailly befindet sich rund 400 m südlich. 1971 wurde das Bauwerk in die schottischen Denkmallisten in der höchsten Denkmalkategorie A aufgenommen.

## Geschichte
Im Laufe des 15. Jahrhunderts errichtete der Laird Gilbert Kennedy das heute als Old Dalquharran Castle bezeichnete nahegelegene Tower House. Dieses wurde in den 1670er Jahren zu einem Schloss ausgebaut. Thomas Kennedy beauftragte 1780 den schottischen Architekten Robert Adam mit dem Entwurf eines Herrenhauses. Anhand von Aufzeichnungen kann nachvollzogen werden, dass der Entwurf noch während der Bauzeit mehrfach signifikant geändert wurde. Das letztendlich erbaute Gebäude ist deutlich schlichter gestaltet als ursprünglich geplant. Möglicherweise wurde es erst nach Adams Tod im Jahre 1792 fertiggestellt. Ein weiterer Flügel wurde in den 1880er Jahren hinzugefügt. Nach Fertigstellung von Dalquharran Castle wurde das alte Schloss schrittweise aufgegeben.
Heute ist Dalquharran Castle nur noch als Ruine erhalten. Das Dach ist eingestürzt und der Innenraum weitgehend zerstört. Im Jahre 1990 wurde das Gebäude in das Register gefährdeter denkmalgeschützter Bauwerke in Schottland aufgenommen. Seit dieser Zeit existieren Pläne zur Restaurierung des Herrenhauses. Es soll zu einem Golfhotel umgebaut werden. Weder die Restaurierung noch die Anlage des Golfplatzes wurden bisher ausgeführt.